# IG Farben
I.G. Farbenindustrie AG byla německá chemická průmyslová konglomerátní společnost (holding). Jméno získala z německého Interessen-Gemeinschaft Farbenindustrie AG (Zájmová skupina průmyslu barev). Společnost byla založena v roce 1925 společenstvím hlavních firem, které spolupracovaly již od 1. světové války. Během svého vrcholu IG Farben byla čtvrtá největší společnost na světě, po firmách jako General Motors, US Steel a Standard Oil.
Firma se soustředila na výrobu základních surovin, později se začala zabývat výrobou z oblasti chemického průmyslu – z oboru elektrochemie, vyráběla agrochemikálie, farmaceutika nebo fotografické filmy.

## Zakládající členové

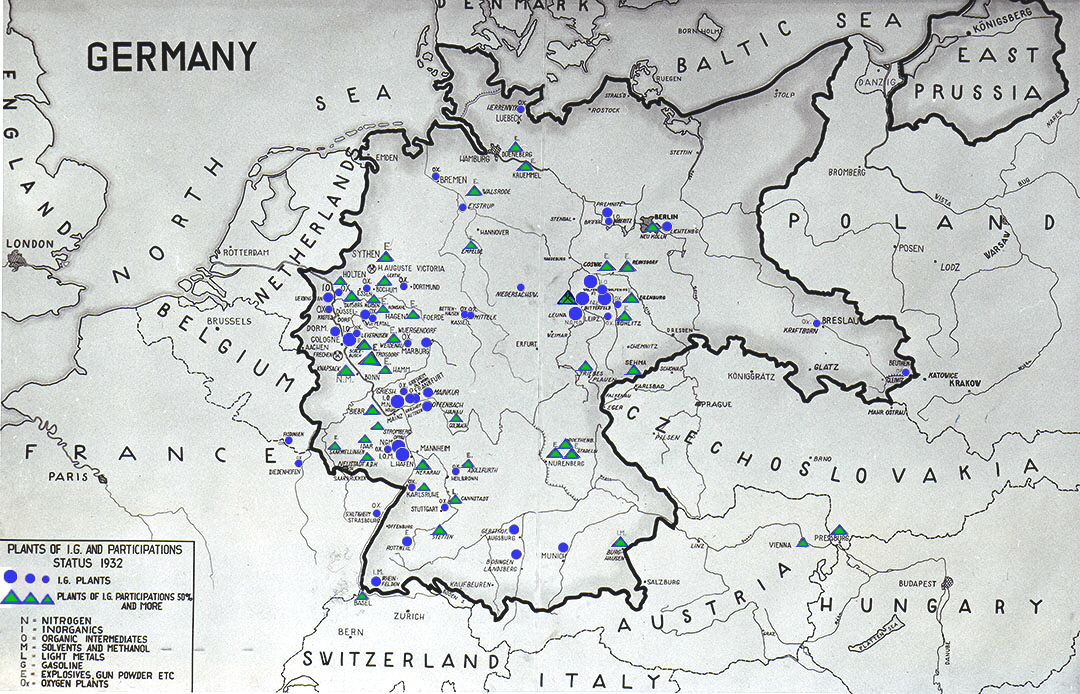
Provozy a pobočky IG Farben před převzetím moci nacisty (1932)

IG Farben byl založen dne 25. prosince 1925 jako společenství šesti následujících společností:
- BASF
- Bayer
- Hoechst (včetně Cassella a Chemische Fabrik Kalle)
- AGFA
- Chemische Fabrik Griesheim-Elektron
- Chemische Fabrik vorm. Weiler Ter Meer

## Významní zaměstnanci
Mezi zaměstnance IG Farben patřili významní vědci i nositelé Nobelovy ceny:
- Otto Bayer, který v roce 1937 objevil syntézu polyuretanu z isokyanátu a polyolu,
- Carl Bosch a Friedrich Bergius (Nobelova cena za chemii, 1931)
- Gerhard Domagk (Nobelova cena za fyziologii a lékařství, 1939)
- Kurt Alder (Nobelova cena za chemii, 1950)

## 2. světová válka

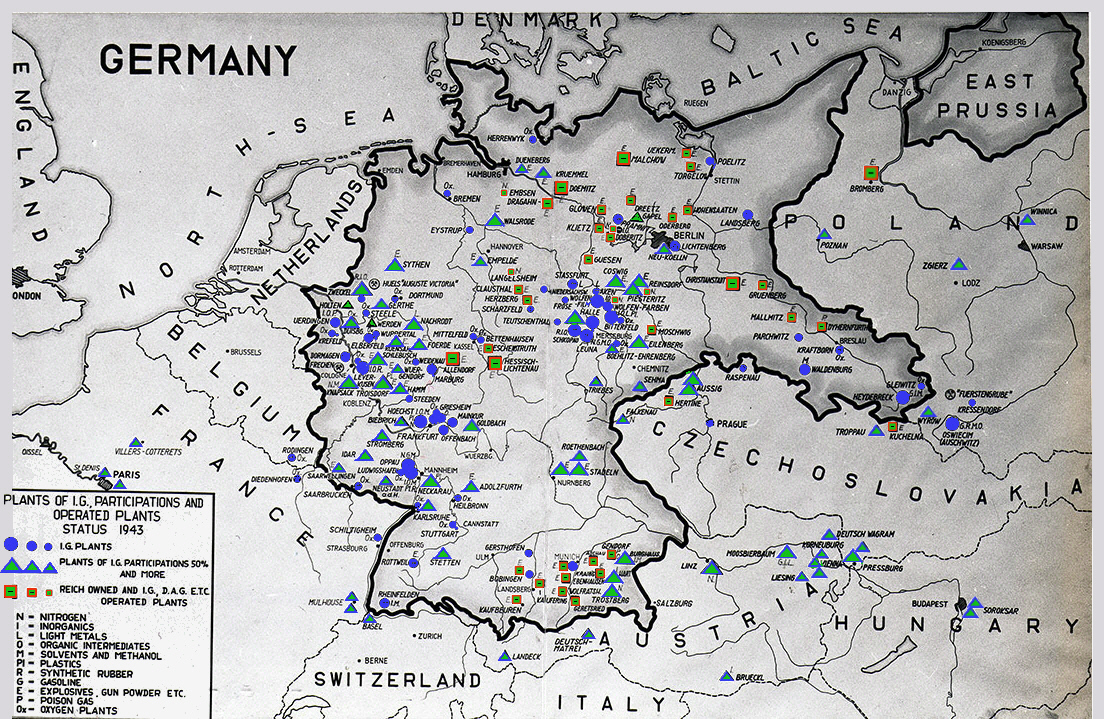
Stav v roce 1943

Během plánování invaze do Československa a Polska, IG Farben úzce spolupracoval s nacistickým vedením na plánu zabavení a předání chemických závodů přímo IG Farbenu. Dále v roce 1941 odhalilo vyšetřování „sňatkový“ kartel mezi John D. Rockefellerovou firmou z USA Standard Oil Co. a IG Farben.
IG Farben vybudoval továrnu (Chemický závod Buna) pro produkci syntetického paliva a gumy (z uhlí) v Auschwitzu, který byl počátkem aktivity SS a měl koncentrační tábory v této lokalitě během holokaustu. Na vrcholu v roce 1944 měla tato továrna 83 000 pracovních otroků (nevolníků). Insekticid Cyklon B, který měl IG Farben patentován, byl produkován společností Degesch (Deutsche Gesellschaft für Schädlingsbekämpfung). Tuto společnost IG Farben vlastnil ze 42,2 procent v akciích. IG Farben měl v této firmě své manažery.

## Poválečný soudní proces
Z 24 ředitelů IG Farben obviněných v poválečném soudním procesu s IG Farben (1947–1948) před americkým vojenským tribunálem v podsekci Norimberských procesů, bylo 13 usvědčeno a posláno do vězení s tresty od jednoho do osmi let odnětí svobody. Někteří z obviněných v soudním procesu byli následně vedoucími pracovníky v poválečné éře ve vedeních společností, které se oddělily od IG Farben.

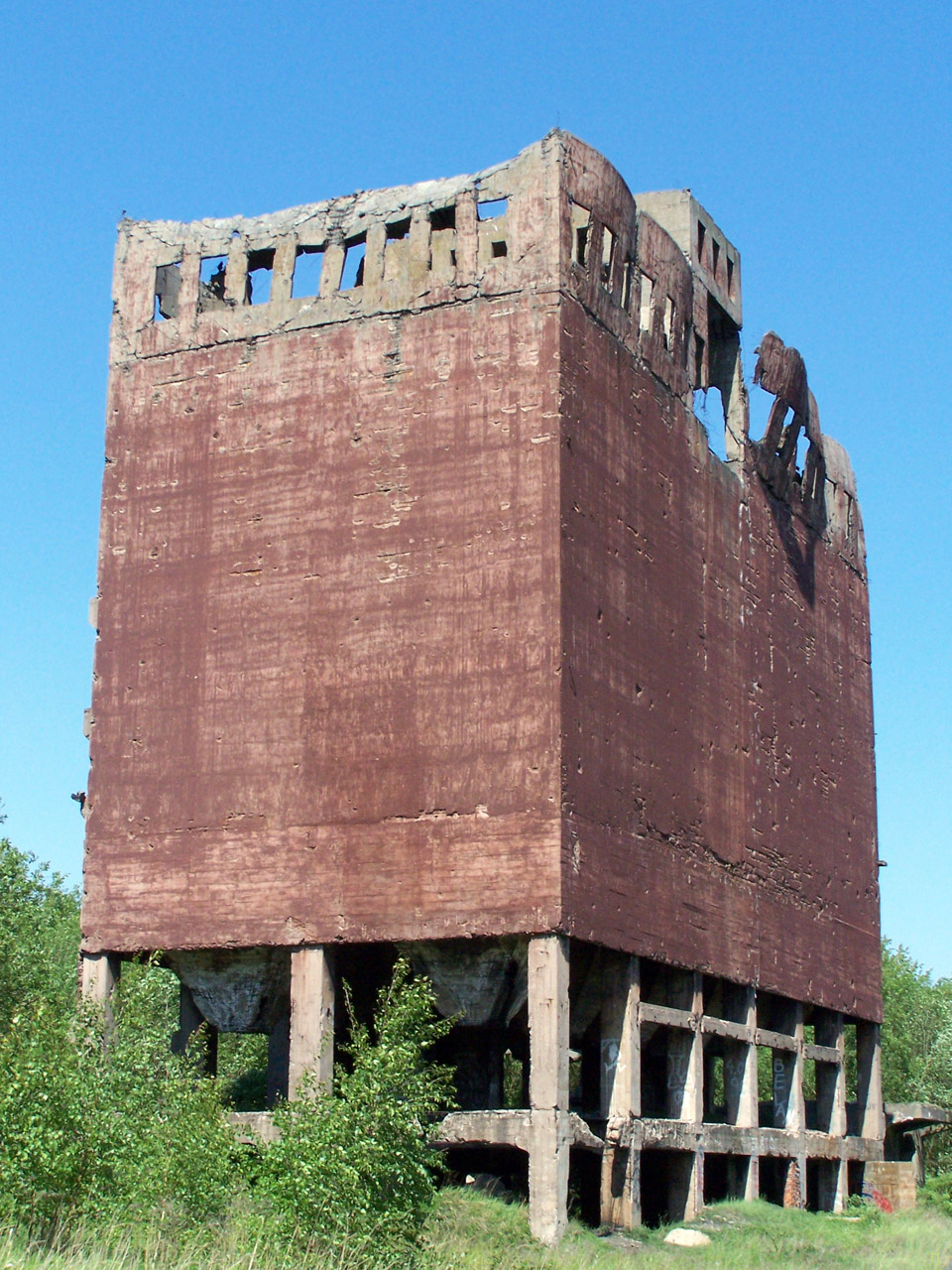
Ruiny závodu na výrobu syntetického paliva (Hydrierwerke Pölitz – Aktiengesellschaft) v Polici, Polsko

## Zánik a likvidace
Kvůli vážnosti válečných zločinů spáchaných IG Farben během druhé světové války bylo rozhodnuto o zániku této společnosti. Sovětský svaz zabavil většinu z továren IG Farben umístěných v sovětské okupační zóně jako část svých válečných reparací. Západní spojenci nicméně v roce 1951 rozdělili společnost IG Farben do původních společností. Čtveřice velkých rychle skoupila zbývající malé a dnes jsou následníky IG Farbenu společnosti Agfa, BASF, a Bayer, když se Hoechst spojil s francouzskou společností Rhône-Poulenc Rorer pro vznik firmy Aventis, která byla později koupena společností Sanofi-Synthélabo a vznikla tak firma Sanofi-Aventis.
I přes to, že společnost byla oficiálně zlikvidována v roce 1952, pokračovalo obchodování s jejími akciemi na burze ve Frankfurtu jako s trustovou firmou, která držela v majetku několik realit. Insolvence poslala firmu do konečného úpadku v listopadu 2003. Firma byla finálně zlikvidována.